# Isla Martín García
Isla Martín García är en ö i Argentina.   Den ligger i provinsen Buenos Aires, i den centrala delen av landet, 50 km norr om huvudstaden Buenos Aires. Arean är 1,8 kvadratkilometer.
Terrängen på Isla Martín García är mycket platt. Öns högsta punkt är 28 meter över havet. Den sträcker sig 3,0 kilometer i nord-sydlig riktning, och 2,1 kilometer i öst-västlig riktning.